# 양산종합운동장
양산종합운동장(梁山綜合運動場, Yangsan Stadium)은 대한민국 경상남도 양산시에 있는 스포츠 시설이다. 천연잔디 필드와 탄성고무 트랙이 갖춰진 경기장이며, 2002년 11월에 준공되었다. 주경기장은 도심에서 5~10분 거리에 위치하여 경기 관람과 이용에 편리하고 천연 잔디 축구장과 육상 트랙을 갖춘 국제 수준의 시설로서 제14회 부산아시아경기대회 및 제42회 경상남도 도민체육대회를 개최하기도 하였다.

## 연혁
경상남도 양산시민들에게 다양한 스포츠 활동과 여가 활동을 영위하도록 하며, 전국대회 및 종합대회 유치를 통해 시민의 삶의 질 향상에 기여하기 위해 건립되었다. 1998년 3월 28일 기공하여 2002년 11월 15일 준공하였다.

## 시설
주차 시설은 주경기장과 보조경기장을 합하여 717대이다.

### 주경기장
주경기장은 76,486m2이며 관람석은 22,000석으로 되어 있다.
축구, 육상(트랙, 필드), 투포환, 넓이 뛰기 등 체육 경기 및 각종 행사가 가능하다.
주차 시설은 610대이다.

### 실내체육관
실내체육관은 11,537m2이며 관람석은 3,226석으로 되어 있다.
지상 3층의 구조로 철근콘크리트, 지붕은 스페이스 후레임막 구조로 자연 체광 만으로 핸드볼, 농구, 배구, 레슬링 등의 실내 운동 경기가 가능하며, 야간에는 내부 조명이 외부로 발산되어 양산의 새로운 야경 볼거리를 제공하고 있다. 관람객의 편의를 위하여 건물 3면에 출입구와 장애인 시설 이용을 위해 경사로 2면을 설치하였다.

### 보조 경기장
보조 경기장은 축구, 육상(트랙), 테니스, 게이트볼 등의 체육 경기가 가능하도록 조성되어 있으며 보조 경기장 내의 축구장은 인조잔디로 되어있고, 육상 트랙은 6레인으로 시설되어 있다. 테니스장 8면(마사 6, 레이텍 2), 게이트볼장 3면과 상징조형탑, 테니스 관리동, 야외 화장실 및 음수대가 설치되어 있다. 11,537m2이며 축구장(6,336m2), 테니스장(6,336m2), 게이트볼장(1,100m2)을 갖추고 있다.
주차시 시설은 107대이다.

## 기록

### 2002년 아시안 게임 축구
| 날짜            | 팀 1                   | 스코어 | 팀 2       | 라운드 |
| --------------- | ---------------------- | ------ | ---------- | ------ |
| 2002년 9월 28일 | 팔레스타인             | 0 - 2  | 일본       | D조    |
| 2002년 9월 28일 | 카타르                 | 1 - 1  | 레바논     | E조    |
| 2002년 9월 30일 | 오만                   | 2 - 5  | 대한민국   | A조    |
| 2002년 9월 30일 | 투르크메니스탄         | 1 - 3  | 인도       | C조    |
| 2002년 10월 1일 | 우즈베키스탄           | 2 - 0  | 팔레스타인 | D조    |
| 2002년 10월 1일 | 조선민주주의인민공화국 | 5 - 0  | 파키스탄   | E조    |
| 2002년 10월 3일 | 중화인민공화국         | 2 - 0  | 인도       | C조    |
| 2002년 10월 5일 | 파키스탄               | 0 - 3  | 홍콩       | E조    |
| 2002년 10월 8일 | 이란                   | 1 - 0  | 쿠웨이트   | 8강    |

## 참고 문헌
- 《전국 공공체육 시설 현황 (2017년말 기준)》. 대한민국 문화체육관광부. 2019. 2020년 7월 16일에 원본 문서에서 보존된 문서. 2019년 4월 15일에 확인함.
- 《2023 전국 공공체육시설 현황 (2022년 12월말 기준)》. 대한민국 문화체육관광부. 2024.

## 같이 보기
- 양산종합운동장 보조경기장